# ORA Haomao
L'ORA Haomao (ou Ora Funky Cat) est une voiture sous-compacte produite par le constructeur automobile chinois ORA, appartenant au groupe automobile Great Wall Motors, depuis le 24 novembre 2020.

## Histoire
Un autre élément de l'offensive de la marque de voiture électrique chinoise Ora a été la présentation en juillet 2020 de la berline sous-compacte Haomao dans une esthétique rétro. La voiture a pris des proportions rondes caractéristiques, avec des passages de roues clairement définis et des phares largement espacés. La partie arrière de la carrosserie a des réflecteurs bas et étroits sur le bord du pare-chocs.
La version européenne, baptisée Funky Cat, est présentée au Mondial de l'Automobile de Paris 2022.

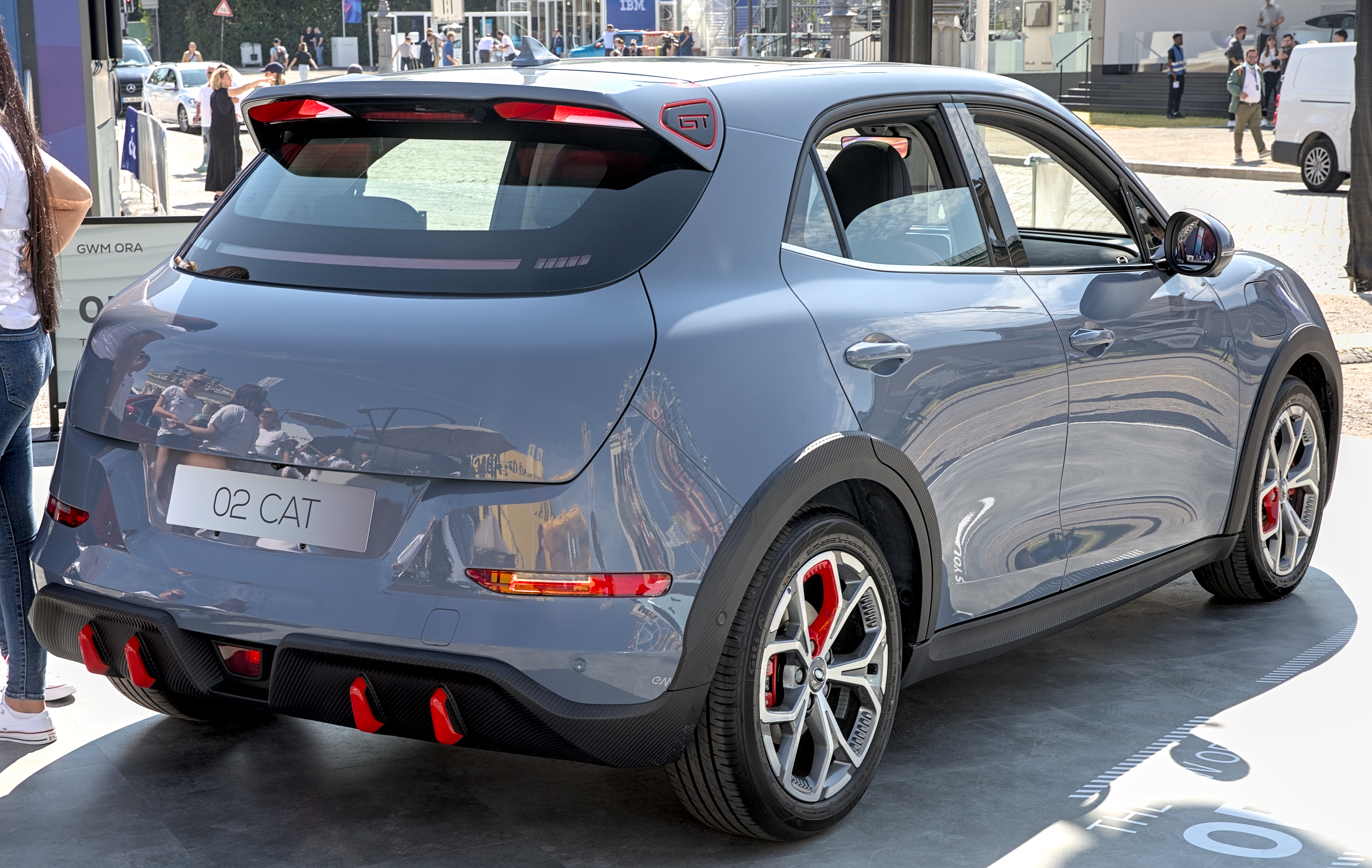
Vue arrière.
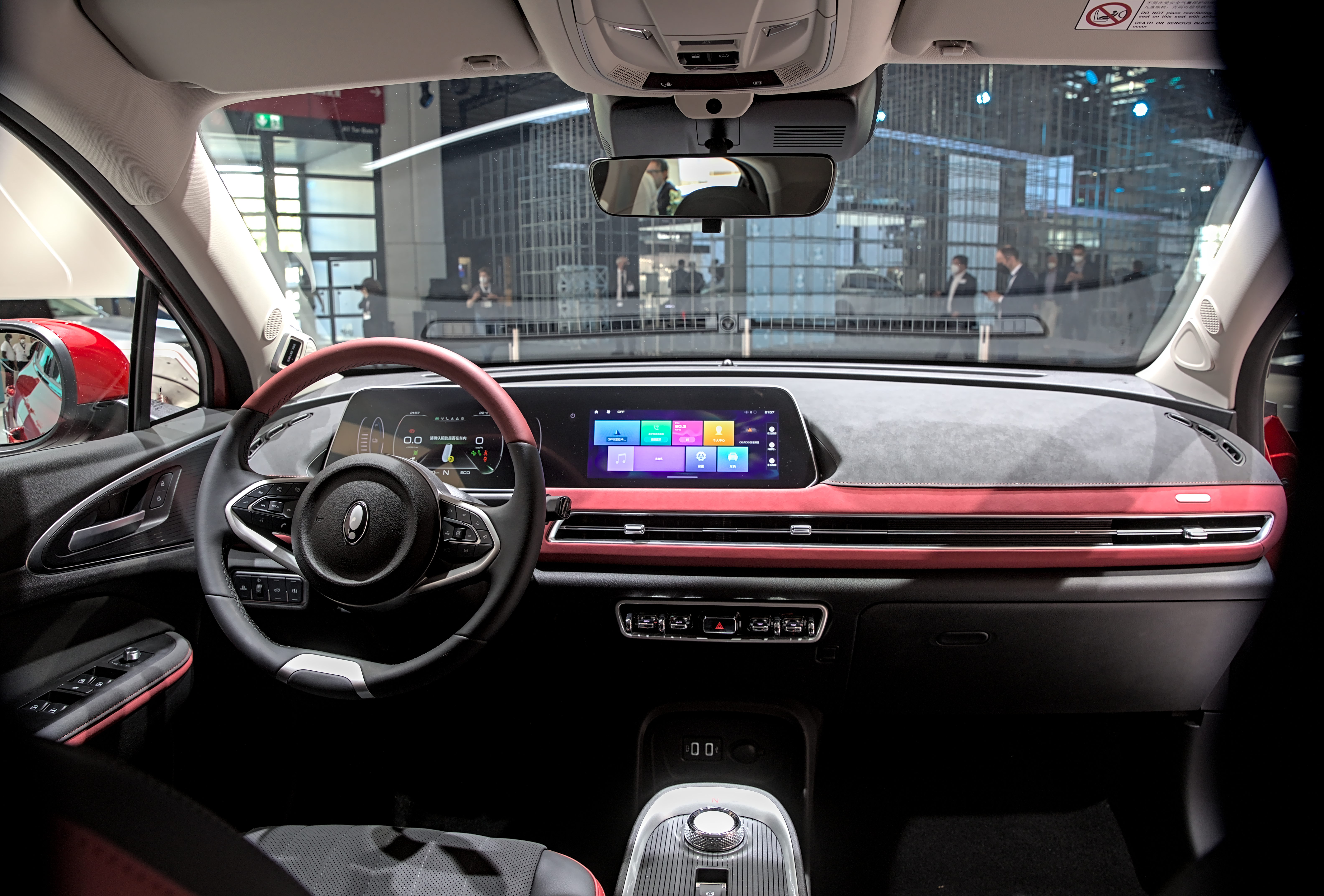
Intérieur.

## Vente
Le Haomao a été construit pour le marché de la Chine continentale, sans aucune référence à d'autres pays. La vente du véhicule a commencé le 25 septembre 2020.
En décembre 2022, l'Ora Funky Cat est lancée au Royaume-Uni.

## Données techniques
Le système électrique du Haomao développe une puissance totale de 105 kW (143 ch), un couple maximal de 210 N m et une autonomie sur une seule charge allant jusqu'à 501 kilomètres (310 km selon le cycle WLTP),.